# Рышканский район
Рышка́нский райо́н (рум. Raionul Rîșcani, Район Рышканы) — административно-территориальная единица Республики Молдова.

## История
Как и большинство районов Молдавской ССР, образован 11 ноября 1940 года с центром в пгт Рышканы. До 16 октября 1949 года находился в составе Бельцкого уезда, после упразднения уездного деления перешёл в непосредственное республиканское подчинение.
С 31 января 1952 года по 15 июня 1953 года район входил в состав Бельцкого округа, после упразднения окружного деления вновь перешёл в непосредственное республиканское подчинение.
9 января 1956 года в состав Рышканского района передана часть территории упраздняемого Болотинского района, а в июне 1959 года — также небольшая часть упраздняемого Братушанского района.
25 декабря 1962 года в состав Рышканского района передана небольшая часть территории упразднённого Бельцкого района, а также территория упраздняемого Дрокиевского района.
27 декабря 1966 года Дрокиевский район был восстановлен.
С 1999 года по 2002 год, в рамках проводимой административной реформы, район являлся частью Бельцкого уезда. После упразднения уездного деления, район вновь стал самостоятельной административной единицей.

## География
Рышканский район расположен на северо-западе Молдовы возле границы с Румынией. Граничит с Единецким, Дондюшанским, Дрокиевским, Сынжерейским, Фалештским и Глодянским районами, а также с муниципием Бельцы.

## Население
| Национальный состав 2004 | Национальный состав 2004 | Национальный состав 2004 | Национальный состав 2004 | Национальный состав 2004 |
| ------------------------ | ------------------------ | ------------------------ | ------------------------ | ------------------------ |
| молдаване - 50391 чел.   |                          |                          | 72.55 %                  |                          |
| украинцы - 15632 чел.    |                          |                          | 22.51 %                  |                          |
| русские - 1726 чел.      |                          |                          | 2.49 %                   |                          |
| румыны - 777 чел.        |                          |                          | 1.12 %                   |                          |
| цыгане - 602 чел.        |                          |                          | 0.87 %                   |                          |
| другие - 326 чел.        |                          |                          | 0.47 %                   |                          |
| всего - 69454 чел.       |                          |                          | 100.0 %                  |                          |

Численность населения по годам, человек:
|          | 2003 год | 2004 год | 2005 год | 2006 год |
| -------- | -------- | -------- | -------- | -------- |
| Рышканы  | 14 750   | 11 104   | 12 100   |          |
| Костешты | 4 400    | 2 247    | 2 200    |          |
| сёла     | 53 400   | 56 103   | 55 000   | 55 600   |
| Всего:   | 72 550   | 69 454   | 69 300   | 68 900   |

## Достопримечательности
- В долине Прута возле села Браниште находится памятник природы «Сотня холмов».